# تسلسل متناظر

تسلسل دنا متناظر بشكله الخطي (يسار) وحين يساهم في تشكيل حلقة جذعية (يمين).
A تسلسل متناظر، B حلقة، C جذع.

التسلسل المتناظر (بالإنجليزية: Palindromic sequence)‏ هو تسلسل حمض نووي في جزيء دنا أو رنا مزدوج السلسلة حين يُقرأ في إحدى السلسلتين من النهاية 5' إلى 3' فيكون مطابقا تماما للتسلسل الذي يُقرأ من النهاية 5' إلى 3' في السلسلة المكملة التي يشكل معها اللولب المزدوج. هذا تعريف القراءة المقلوبة المتماثلة ومنه فإن وجود هذا التسلسل يعتمد على كون تسلسل السلسلة المكملة مماثلا عكسيا بالنسبة للسلسلة.
معنى القراءة المقلوبة المتماثلة في سياق الجينات يختلف قليلا عن مفهومه المستخدم في الكلمات والجمل. بما أن اللولب المزدوج مشكَّلٌ من سلسلتي نوكليوتيدات متضادتا الاتجاه، ولأن النوكليوتيدات تترابط دائما بنفس الطريقة (A-T وG-C)، يقال عن تسلسل نوكليوتيدات (سلسلة واحدة) أنه متناظر إذا كان مماثلا للتسلسل المكمل له، مثال: تسلسل الدنا 5'-ACCTAGGT-3' متناظر لأن تسلسله المكمل هو 3'-TGGATCCA-5' وقراءته في الإتجاه العكسي 5' إلى 3' يعطي نفس التسلسل الأصلي.
يمكن لتسلسل نوكليوتيدات متناظر تشكيل حلقة جذعية، أنماط التناظر في الدنا توجد في معظم الجينومات أو مجموعات تعليمات جينية. أنماط التناظر تنتج بواسطة ترتيب النوكليوتيدات الذي يحدد المركبات الكيميائية (بروتينات)، -والتي كنتيجة لتلك التعليمات الجينية- تنتجها الخلايا. تمت دراسة هذه التسلسللات المتناظرة بشكل خاص في الكروموسومات البكتيرية وما يسمى العناصر البكتيرية المزيقة المبعثرة (BIMEs) المتناثرة فيها. اكتشف حديثا في مشروع تحديد تسلسل جينوم أن كمية كبيرة من التسلسلات في الكروموسومين إكس وواي متناظرة. تسمح بنية التسلسل المتناظر للكروموسوم واي بترميم نفسه بالانحناء في المنتصف إن كان أحد الجانبين متضررا.
تظهر التسلسلات المتناظرة بتواتر كذلك في البروتينات ، لكن دورها في البروتينات لا يعرف بشكل واضح. اقتُرح حديثا أن وجودها في البيبتيدات قد يكون له علاقة بانتشار المناطق قليلة التعقيد في البروتينات ، لأن التسلسللات المتناظرة متعلقة في العادة بالتسلسلات منخفظة التعقيد. وقد يتعلق انتشارها كذلك بميول هذه التسلسلات لتشكيل بنية لولب ألفا ، أو تشكيل مركبات بروتين-بروتين.

## اقرأ أيضا
- كرر ترادفي